# Alpdraba
Alpdraba (Draba fladnizensis) är en liten ört med vita blommor. Den förekommer i rikt antal på Södertörn och i trakterna av Oxelösund.